# 藤木俊
藤木 俊（ふじき しゅん、1974年1月21日 - ）は、日本の漫画家。福岡県大牟田市出身。血液型はA型。

## 略歴
- 2000年、『忍セキュリティ」で第47回新人コミック大賞少年部門佳作受賞。
- 2001年、『少年サンデー超』にて『私のラクロス部』でデビュー。
- 2002年、『少年サンデー超』に『出動!特命高校』が掲載される。
- 2002年、『少年サンデー特別増刊R』に『GENIO』が掲載される。この作品がアンケート同率1位を獲得する。
- 2003年、『少年サンデー超』にて、『こわしや我聞』を連載（全5話）。
- 2004年11号から2005年52号まで、『こわしや我聞』を『週刊少年サンデー』にて連載。全88話。
- 2006年、『少年サンデー超G・W増刊号』に『劇団SAKURA』が掲載される。
- 2007年、『少年サンデー超WINTER増刊号』に『進めギガグリーン』が掲載される。
- 2008年、『少年サンデー超WINTER増刊号』に『あかね☆スターダム』が掲載される。
- 2009年6号から2012年25号まで、『はじめてのあく』を『週刊少年サンデー』にて連載。全160話。
- 2014年、『週刊少年サンデー』2015年2・3合併号に『透視・ミーツ・ガール!』が掲載される[1]。
- 2015年、『週刊少年サンデー』2016年1号に『だめてらすさま。』が掲載される[2]。
- 2016年48号から2017年27号まで『だめてらすさま。』を『週刊少年サンデー』にて連載[3]。
- 2018年34号から『進め!ギガグリーン』を『ビッグコミックスピリッツ』にて連載[4]。
- 2023年10月9日から『東サンディス旅客鉄道』を『マンガワン』にて連載中。

## 作品リスト

### 連載
- こわしや我聞（『週刊少年サンデー超』2003年5月25日号 - 2003年9月25日号）
- こわしや我聞（『週刊少年サンデー』2004年11号 - 2005年52号）
- はじめてのあく（『週刊少年サンデー』2009年6号 - 2012年25号）
- だめてらすさま。（『週刊少年サンデー』2016年48号 - 2017年27号）
- 進め！ギガグリーン（『ビッグコミックスピリッツ』2018年34号 - 2019年32号）
- 東サンディス旅客鉄道〜馬車しかない異世界で鉄道会社はじめます〜（『マンガワン』2023年10月9日 - 連載中）

### 読み切り
- 私のラクロス部（『週刊少年サンデー超』2001年11月25日号）
- 出動！特命高校（『週刊少年サンデー超』2002年10月25日号）
- GENIO（『少年サンデー特別増刊R』2002年11月7日号）
- こわしや我聞 ミニ外伝（『週刊少年サンデー超』2004年9月25日号）
- 劇団SAKURA（『週刊少年サンデー超』2006年5月25日号）
- 進めギガグリーン（『週刊少年サンデー超』2007年11月25日号）
- あかね☆スターダム 御川高校超新聞部密着取材記（『週刊少年サンデー超』2008年11月25日号）
- 透視・ミーツ・ガール！（『週刊少年サンデー』2015年2・3合併号）
- ステータスお前もか（『週刊少年サンデーS』2021年8月号[5]） - 「サンデーバトル8」企画[5]。
- トンコツからの呼び声（『週刊少年サンデーS』2022年2月号[6]） - 「サンデーバトル8」企画[6]。

### 書籍
- 『こわしや我聞』、小学館〈少年サンデーコミックス〉2004年 - 2006年、全9巻
- 『はじめてのあく』、小学館〈少年サンデーコミックス〉2009年 - 2012年、全16巻
- 『だめてらすさま。』、小学館〈少年サンデーコミックス〉2017年、全3巻
- 『進め！ギガグリーン』、小学館〈BIG SPIRITS COMICS〉2018年 - 2019年、全4巻
- 『東サンディス旅客鉄道〜馬車しかない異世界で鉄道会社はじめます〜』、小学館〈裏少年サンデーコミックス〉2024年 - 、既刊2巻（2025年1月10日現在）

## 師匠
- 草場道輝（『ファンタジスタ』の連載開始から月刊版「こわしや我聞」連載開始まで）